# Drew Baglino
Andrew David "Drew" Baglino és un enginyer estatunidenc i executiu de la indústria manufacturera que treballa en el camp de les energies renovables. Abans de dimitir l'abril de 2024, Baglino va ser un dels directors de Tesla, Inc., sent vicepresident sènior d'Enginyeria de Powertrain i Energia.

## Carrera
Com a estudiant de la Universitat Stanford a principis dels anys 2000, Baglino va realitzar recerques sobre l'hidrogen com a combustible de transport a Nova Zelanda. A Stanford, Baglino va obtenir una llicenciatura en enginyeria elèctrica, i es va convertir en assistent d'investigació a Resources for the Future.
Baglino va començar a treballar a Tesla el 2006 com a enginyer elèctric a San Carlos (Califòrnia). A Tesla, va treballar en aparells de mesura electronics i microprogramari dels controladors del motor, que van conduir a millores de rendiment del Tesla Roadster 2008. Baglino va dissenyar el sistema de motor dual per al Tesla Model S i els algorismes de control del tren motriu. El novembre de 2014, Baglino va esdevenir director d'enginyeria de Tesla Energy. El 2015, també liderava la part elèctrica i de control dels productes de bateries connectats a la xarxa de Tesla. El 2019, Baglino va esdevenir executiu de Tesla com a vicepresident sènior d'Enginyeria de Powertrain i Energia.
El 15 d'abril de 2024, Baglino va plegar de Tesla, i va anunciar obertament la seva decisió a la xarxa X a la mitjanit de l'endemà. Segons una presentació a la SEC, després de la seva sortida de l'empresa, Baglino va vendre 1,14 milions de les seves accions per valor de 181,5 milions de dòlars, amb una "data aproximada de venda" del 25 d'abril.